# Водино (Новосибирская область)
Водино — посёлок в Баганском районе Новосибирской области. Входит в состав Лозовского сельсовета.

## География
Площадь посёлка — 23 гектара.

## Население
| 1976 | 1995 | 2002 | 2007 | 2010 |
| ---- | ---- | ---- | ---- | ---- |
| 108  | ↗305 | ↘285 | ↘254 | ↘198 |

## Инфраструктура
В посёлке по данным на 2006 год функционируют 1 учреждение здравоохранения, 1 образовательное учреждение.